# Le Lombarde
Le Lombarde è un dramma teatrale di Giovanni Testori, scritto nel 1950 e andato in scena il primo marzo di quell'anno a Padova a cura della locale Compagnia del Teatro dell'Università, con la regia di Gianfranco De Bosio.
Il testo trae ispirazione dalla Tragedia di Albenga, fatto di cronaca che tanto aveva scosso l'Italia nell'estate del 1947 (la tragica morte di più di 40 bambini ospiti di una colonia estiva milanese a seguito di un incidente della barca a motore Annamaria durante una gita in mare). 

## Trama
Tre madri, che hanno perso i propri figli su un vecchio battello finito contro gli scogli e subito inabissatosi, esprimono il loro dolore e i loro inquietanti interrogativi su Dio e sul destino.

## Poetica
In questo testo, un giovanissimo Testori - memore de Il naufragio della Deutschland, opera del 1876 del poeta inglese Gerard Manley Hopkins, da lui molto amato - mette in scena il dolore cieco e sordo delle madri schiacciate da un tragico fato.
La parte conclusiva de Le Lombarde - un grido di accusa che è bestemmia, ribellione, nella pretesa di sapere tutti i perché - rappresenta una sorta di lotta con Dio delle madri esacerbate che può sembrare speranza di sottomissione.